# Ярослав (Нижньосілезьке воєводство)
Ярослав (пол. Jarosław, нім. Jerschendorf) — село в Польщі, у гміні Уданін Сьредського повіту Нижньосілезького воєводства.
Населення — 285 осіб (2011).
У 1975-1998 роках село належало до Легницького воєводства.

## Демографія
Демографічна структура станом на 31 березня 2011 року:
|          | Загалом | Допрацездатний вік | Працездатний вік | Постпрацездатний вік |
| -------- | ------- | ------------------ | ---------------- | -------------------- |
| Чоловіки | 147     | 25                 | 106              | 16                   |
| Жінки    | 138     | 24                 | 80               | 34                   |
| Разом    | 285     | 49                 | 186              | 50                   |